# Geophis zeledoni
Geophis zeledoni este o specie de șerpi din genul Geophis, familia Colubridae, descrisă de Taylor 1954. Conform Catalogue of Life specia Geophis zeledoni nu are subspecii cunoscute.